# Thymus moroderi
Thymus moroderi Pau ex Martínez 1934, el cantueso marciano

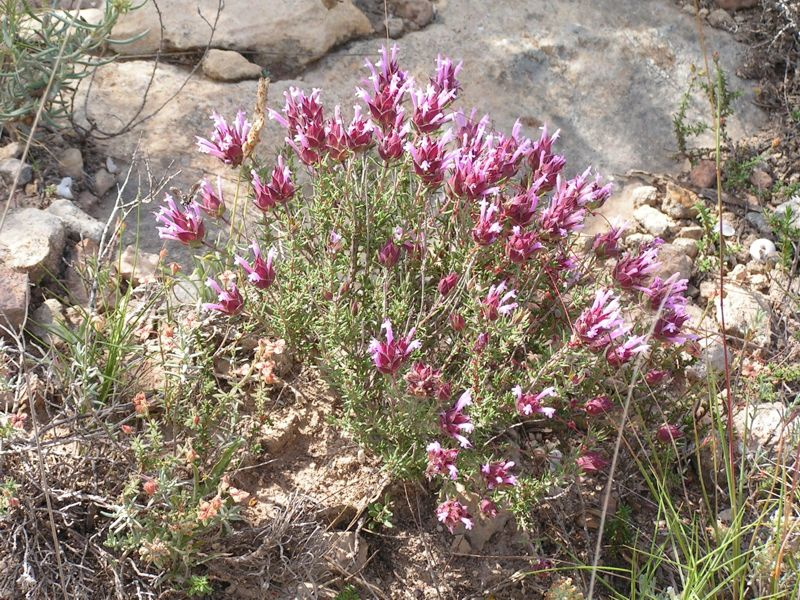
Vista de la planta en su hábitat

## Descripción
Es una hierba perenne, de tallo subleñoso y pubescente, de escasa altura. Presenta hojas simples, opuestas, lineares a ovadas, de hasta 2 cm de largo y color verde claro grisáceo. Las flores forman inflorescencias terminales, densas, de distintivo color violáceo y forma globular, al extremo de largos pedúnculos; presentan un cáliz asimétrico, con el labio superior trilobulado y el inferior hendido, y una corola tubular, de pocos mm de largo, que excede las brácteas violáceas y los sépalos. Florece entre abril y junio. El fruto es un aquenio.

## Distribución y hábitat
Crece de forma silvestre en praderas y pedregales del sur de la Comunidad Valenciana y Murcia. Forma a veces matorrales monoespecíficos de floración espectacular. Está protegido para controlar su recolección indiscriminada, ya que se ha utilizado para fines comerciales para la elaboración del licor llamado cantueso, aunque la Unión Internacional para la Conservación de la Naturaleza y los Recursos Naturales (UICN) lo considera fuera de peligro.

## Taxonomía
Thymus moroderi fue descrita por Pau ex Martínez y publicado en Memorias de la Real Sociedad Española de Historia Natural 14: 465. 1934.
Citología
Número de cromosomas de Thymus moroderi (Fam. Labiatae) y táxones infraespecíficos: 2n=28, 32
Etimología
Ver: Thymus
moroderi: epíteto
Sinonimia
- Thymus longiflorus ssp. ciliatus - Rivas Mart.

## Nombres comunes
- Cantahueso, cantueso, mejorana.[3]